# فقاهة
الفقاهة لغة الفقه والفطنة واصطلاحا صفة الفقيه، فوزن فعالة يدل على حرفة. وقيل هي علم وفن كسائر العلوم والفنون الأخرى يتوقف الوصول إليها على دراسة العلوم المقدماتية التي تحقّق رتبة الاجتهاد، ولذا قيل بأنّ الفقاهة ليست منصبا جعليا، ويترتّب على هذا أنّ الفقيه من جهة أنّه فقيه قادر على استنباط الحكم الشرعي ليس له ولاية على الأمة، بل الفقاهة تجيز له فقط استنباط الأحكام الشرعية كون الفقيه من أهل الخبرة بالشريعة وعلومها. وقيل هي الدراسة الظاهرية.